# Schmalhorn
Das Schmalhorn ist ein 1953 m ü. NHN hoher Nebengipfel des Hinteren Wildgundkopfs in den Allgäuer Alpen. Die unscheinbare Erhebung liegt im Himmelschrofenzug zwischen dem Hinteren Wildgundkopf und der Sattelzone des Einödsberges. Am Schmalhorn verläuft die Grenze des Übergangs vom Hauptdolomit im Norden zu den weicheren Fleckenmergeln im Süden.

## Besteigung
Auf das Schmalhorn führt kein markierter Weg. Es kann jedoch unschwierig vom Einödsberg erreicht werden. Der Weiterweg nach Norden zum Hinteren Wildgundkopf ist weglos und erfordert Bergerfahrung.

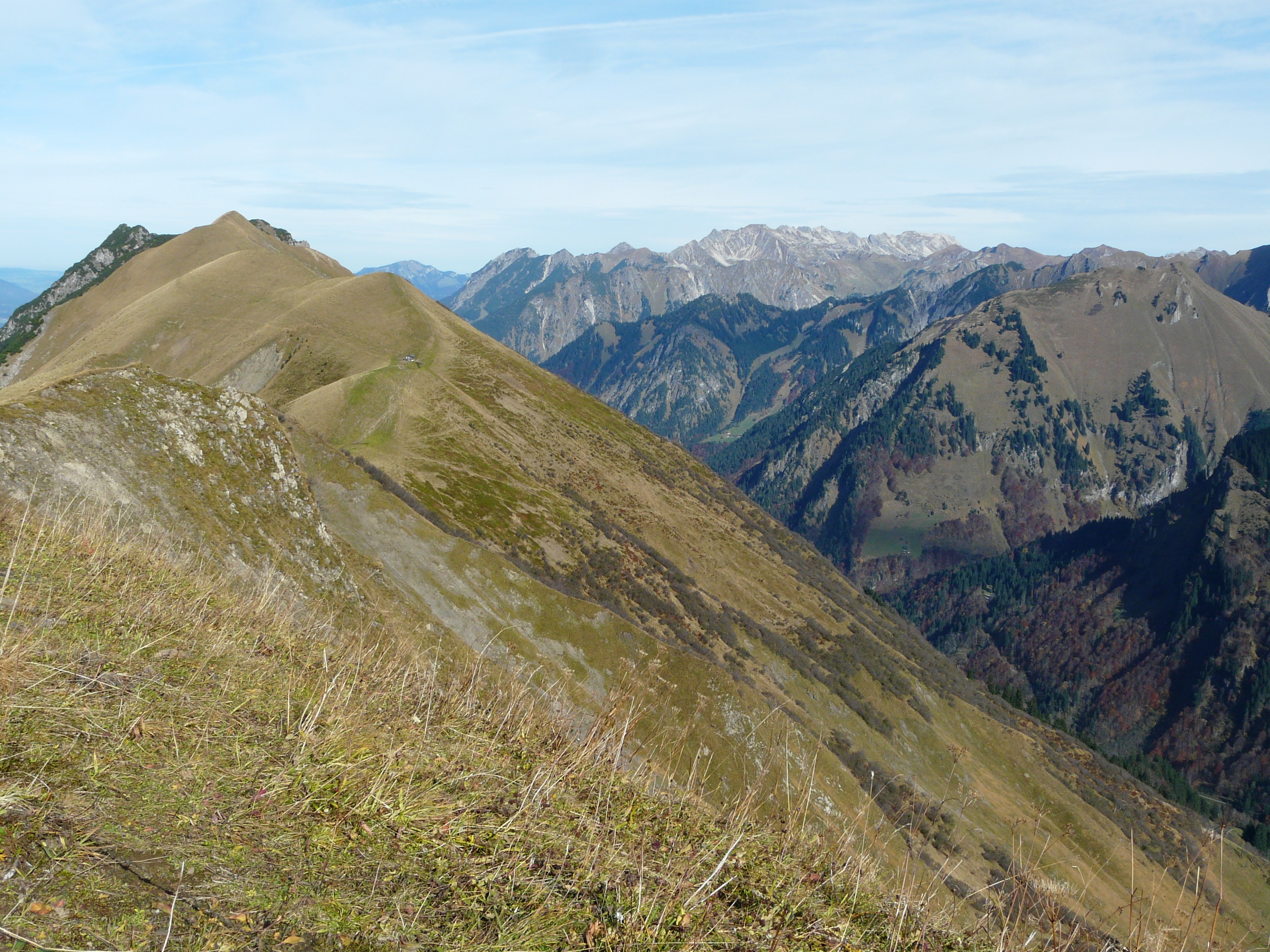
Schmalhorn. Davor die Almhütte Auf der Egge
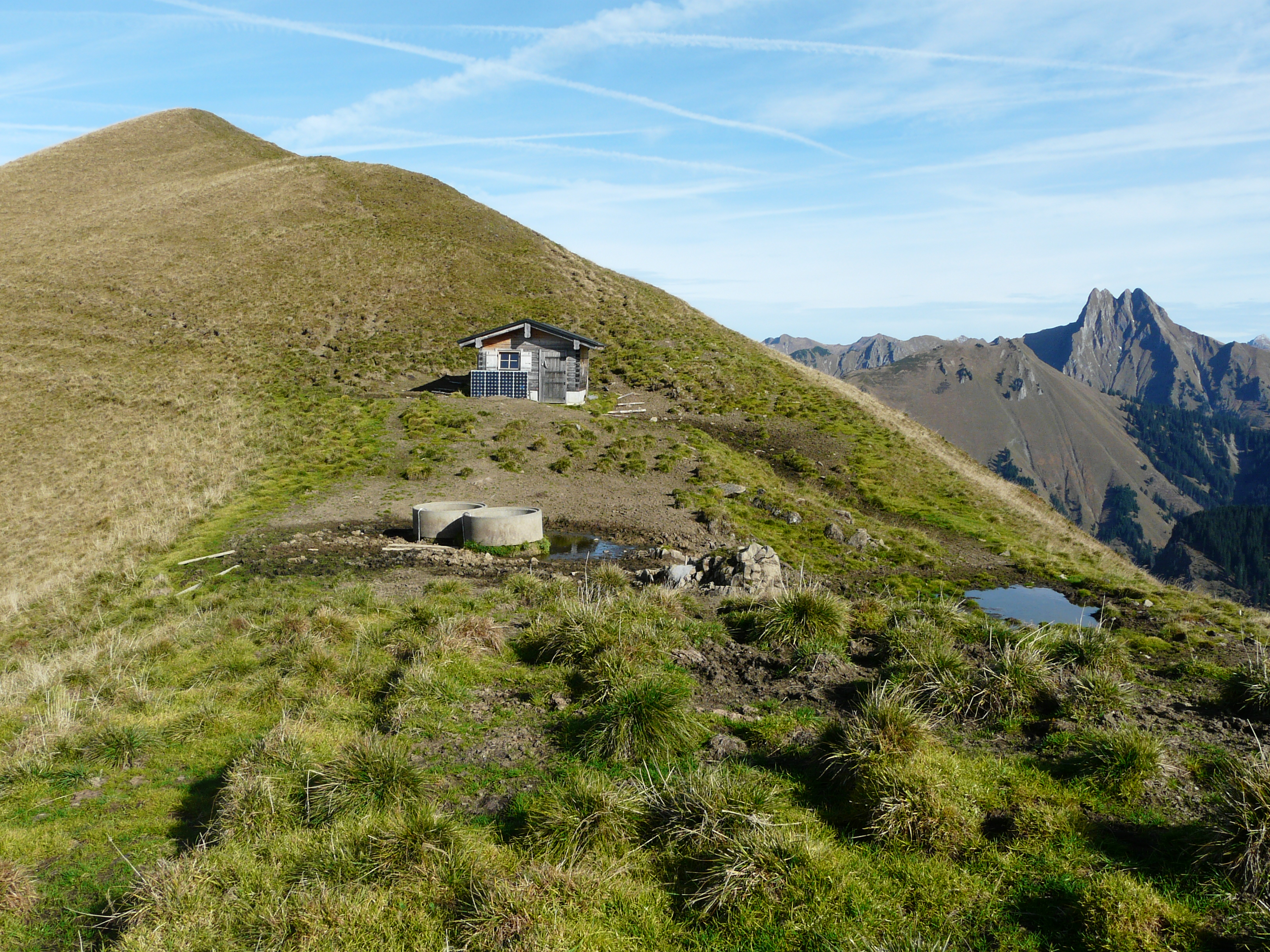
Almhütte Auf der Egge mit Schmalhorn und Höfats (rechts).
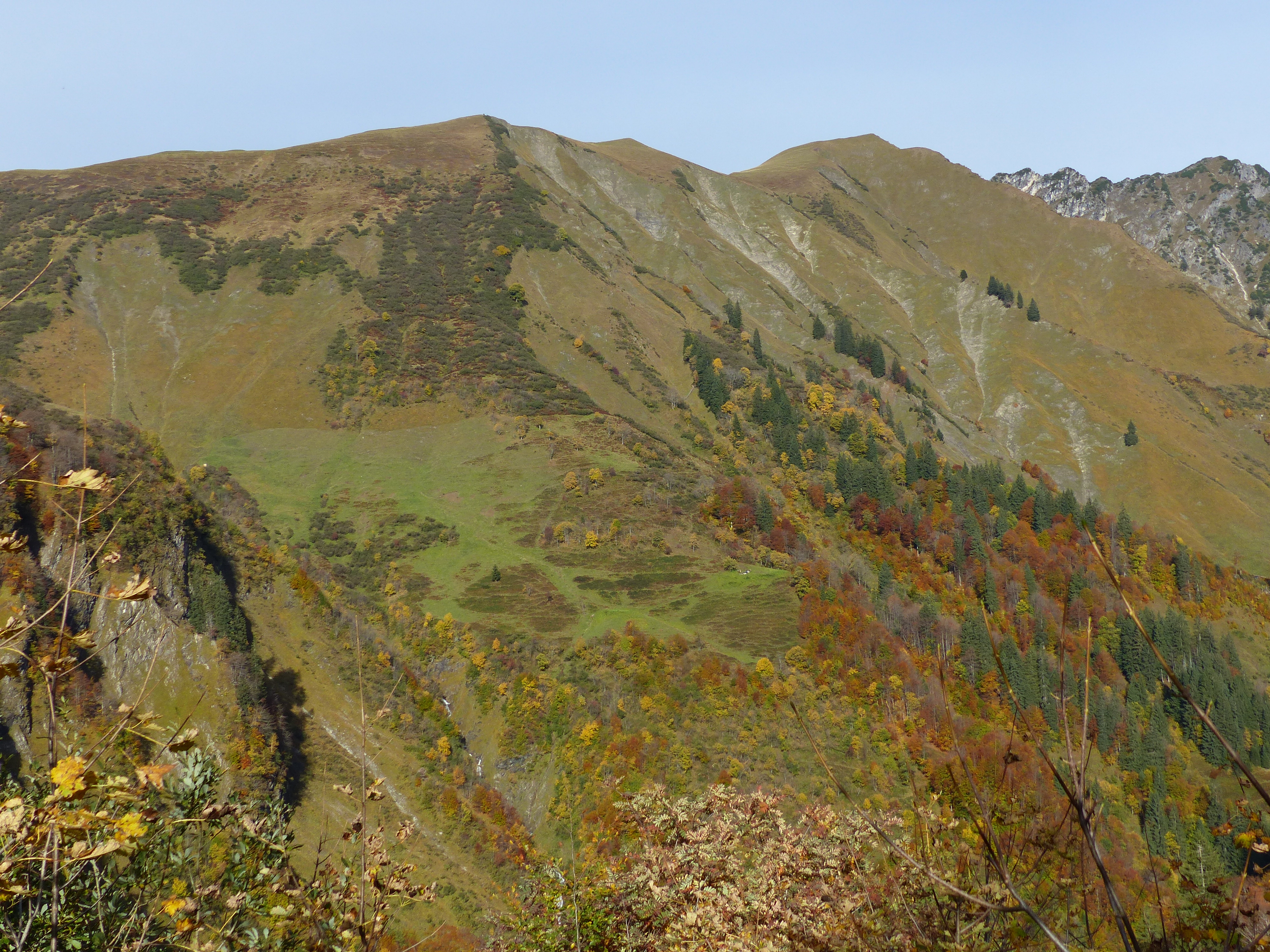
Schmalhorn (rechts) von der Wallfahrtskapelle Maria am Knie